# OTI 1995
La XXIV edición del Gran Premio de la Canción Iberoamericana o Festival de la OTI fue celebrada, el 11 de noviembre de 1995, en el corazón de Sudamérica, más precisamente, en el Anfiteatro José Asunción Flores de la localidad paraguaya de San Bernardino. Sus presentadores fueron Menchi Barriocanal y Rubén Rodríguez. El evento se desarrolló por primera vez al aire libre. El decorado se inspiró en la artesanía tradicional paraguaya, del ñandutí.
Se vuelve este año a la modalidad en el que era regla general desde el Festival de la OTI de 1983, esto es, solo se eligen las tres primeras canciones en una jornada única de votaciones.

## Desarrollo
Destacan en ese año en el festival la presentación en representación de la televisión chilena del afamado cantautor Alberto Plaza, quien por esos días comenzaba a internacionalizar su carrera; asimismo, en representación de España una composición de Alejandro Abad, quien ya había vencido como compositor en la edición de 1993, como es la canción llamada "Eres mi debilidad", mientras que el intérprete del tema hispano era nada menos que Marcos Llunas, de gran popularidad en España y América Latina, y además es hijo de Dyango, quien alcanzara el segundo lugar representando a España en la edición de la OTI celebrada en 1980 en Buenos Aires. Mientras tanto en representación a México en el que estaba representado por Arturo Sayeg con la canción llamada "Cantos distintos".
Entre la nómina de compositores concursantes se destaca la participación por Venezuela del popular Simón Díaz, quien posteriormente grabaría su canción El viaje.
También gozaba de gran popularidad en aquellos años el representante dominicano, Manuel Jiménez, cuyo tema Derroche en el que le había dado la vuelta al mundo; fue versionado por Ana Belén, Julio Iglesias, Aldo Matta, Lupita D'Alessio, entre otros.
En representación de la televisión paraguaya, se acudía por tercera vez en la historia del festival al cantante Rolando Percy con el tema "Por siempre América"; Rolando Percy también participó en el Festival de la OTI 1978 y 1990. Otros intérpretes reincidentes fueron el panameño Tony Cheng, quien participó en 1993, y el hondureño Carlos Brizzio, que se presentó en 1984.
Como un hito, es la última participación en la historia de Brasil, quien registraba tres triunfos en la historia festivalera, con el tema de Beto Surian Onde está você. Otro país que compitió por última vez fue Canadá.
Finalmente, el podio fue encabezado por quinta vez por España, seguido de Chile con su Canción contra la tristeza de Alberto Plaza; y Cuba alzándose con el tercer premio por la canción Hoy que no estás de Carlos Miguel Ojeda cantada por Cristina Rebull.
Los premios económicos para los tres primeros clasificados fueron respectivamente de 30.000 dólares, 20.000 dólares y 10.000 dólares.

## Participantes
| País                 | Título de la canción          | Título de la canción          |
| País                 | Artista                       | Idioma                        |
| -------------------- | ----------------------------- | ----------------------------- |
| Argentina            | «Si se pierden las canciones» | «Si se pierden las canciones» |
| Argentina            | Inés Rinaldo y Fernando Porta | Español                       |
| Bolivia              | «Adiós mi tierra»             | «Adiós mi tierra»             |
| Bolivia              | Denise Rivera                 | Español                       |
| Brasil               | «Aonde está você»             | «Aonde está você»             |
| Brasil               | Beto Surian                   | Portugués                     |
| Canadá               | «Quiéreme»                    | «Quiéreme»                    |
| Canadá               | Mariela Torres                | Español                       |
| Chile                | «Canción contra la tristeza»  | «Canción contra la tristeza»  |
| Chile                | Alberto Plaza                 | Español                       |
| Colombia             | «Solo por hoy»                | «Solo por hoy»                |
| Colombia             | César Mora                    | Español                       |
| Costa Rica           | «El buen Felipe»              | «El buen Felipe»              |
| Costa Rica           | Rafael Dubón                  | Español                       |
| Cuba                 | «Hoy que no estás»            | «Hoy que no estás»            |
| Cuba                 | Cristina Rebull               | Español                       |
| Ecuador              | «Mira»                        | «Mira»                        |
| Ecuador              | Tierrabuena                   | Español                       |
| El Salvador          | «Ven aquí conmigo»            | «Ven aquí conmigo»            |
| El Salvador          | Matices                       | Español                       |
| España               | «Eres mi debilidad»           | «Eres mi debilidad»           |
| España               | Marcos Llunas                 | Español                       |
| Estados Unidos       | «Secreto de amor»             | «Secreto de amor»             |
| Estados Unidos       | Silvia Bezi                   | Español                       |
| Guatemala            | «Siéntelo»                    | «Siéntelo»                    |
| Guatemala            | Mario Mejía                   | Español                       |
| Honduras             | «La casa de Pablo»            | «La casa de Pablo»            |
| Honduras             | Carlos Brizzio                | Español                       |
| México               | «Cantos distintos»            | «Cantos distintos»            |
| México               | Arturo Sayeg                  | Español                       |
| Nicaragua            | «Esa mirada»                  | «Esa mirada»                  |
| Nicaragua            | Marta Baltodano               | Español                       |
| Panamá               | «Has hecho trampa»            | «Has hecho trampa»            |
| Panamá               | Tony Cheng                    | Español                       |
| Paraguay             | «Por siempre América»         | «Por siempre América»         |
| Paraguay             | Cristina Vera Díaz            | Español                       |
| Perú                 | «Brillo en la piel»           | «Brillo en la piel»           |
| Perú                 | Julio Andrade                 | Español                       |
| Portugal             | «Vê lá bem»                   | «Vê lá bem»                   |
| Portugal             | Pedro Migueis                 | Portugués                     |
| Puerto Rico          | «Latinoamericano»             | «Latinoamericano»             |
| Puerto Rico          | Carlos Alberto Fortuño        | Español                       |
| República Dominicana | «Un solar en la luna»         | «Un solar en la luna»         |
| República Dominicana | Manuel Jiménez                | Español                       |
| Uruguay              | «Un mundo mejor»              | «Un mundo mejor»              |
| Uruguay              | Pájaro Canzani                | Español                       |
| Venezuela            | «El viaje»                    | «El viaje»                    |
| Venezuela            | Rogelio Ortiz                 | Español                       |

## Resultados
</FONT

| #                                                                 | País                 | Artista(s)                    | Canción                     | Posición |
| ----------------------------------------------------------------- | -------------------- | ----------------------------- | --------------------------- | -------- |
| 1                                                                 | Perú                 | Julio Andrade                 | Brillo en la piel           | F        |
| 2                                                                 | Colombia             | César Mora                    | Sólo por hoy                | F        |
| 3                                                                 | Bolivia              | Denise Rivera                 | Adiós mi tierra             | F        |
| 4                                                                 | Uruguay              | Pájaro Canzani                | Un mundo mejor              | F        |
| 5                                                                 | Portugal             | Pedro Migueis                 | Vê lá bem                   | F        |
| 6                                                                 | Venezuela            | Rogelio Ortiz                 | El viaje                    | F        |
| 7                                                                 | República Dominicana | Manuel Jiménez                | Un solar en la luna         | F        |
| 8                                                                 | Estados Unidos       | Silvia Bezi                   | Secreto de amor             | F        |
| 9                                                                 | Honduras             | Carlos Brizzio                | La casa de Pablo            | F        |
| 10                                                                | Argentina            | Inés Rinaldo y Fernando Porta | Si se pierden las canciones | F        |
| 11                                                                | México               | Sayeg                         | Cantos distintos            | F        |
| 12                                                                | Ecuador              | Tierrabuena                   | Mira                        | F        |
| 13                                                                | Brasil               | Beto Surian                   | Aonde está você             | F        |
| 14                                                                | Canadá               | Mariela Torres                | Quiéreme                    | F        |
| 15                                                                | Cuba                 | Cristina Rebull               | Hoy que no estás            | 3        |
| 16                                                                | Puerto Rico          | Carlos Alberto Fortuño        | Latinoamericano             | F        |
| 17                                                                | Panamá               | Tony Cheng                    | Has hecho trampa            | F        |
| 18                                                                | España               | Marcos Llunas                 | Eres mi debilidad           | 1        |
| 19                                                                | Chile                | Alberto Plaza                 | Canción contra la tristeza  | 2        |
| 20                                                                | El Salvador          | Matices                       | Ven aquí conmigo            | F        |
| 21                                                                | Nicaragua            | Marta Baltodano               | Esa mirada                  | F        |
| 22                                                                | Guatemala            | Mario Mejía                   | Siéntelo                    | F        |
| 23                                                                | Costa Rica           | Rafael Dubón                  | El buen Felipe              | F        |
| 24                                                                | Paraguay             | Rolando Percy                 | Por siempre América         | F        |
| Lugar: Anfiteatro José Asunción Flores - San Bernardino, Paraguay |                      |                               |                             |          |

## Miembros del jurado internacional
Los miembros del jurado internacional fueron los siguientes:
| País     | Jurado            |
| -------- | ----------------- |
| Chile    | Antonio Vodanovic |
| México   | Manuel Mijares    |
| Cuba     | Delia Fiallo      |
| Cuba     | Donatto           |
| Colombia | Estéfano          |
| Brasil   | Daniela Mercury   |
| España   | Francisco         |
| Paraguay | Víctor Pecci      |
| Paraguay | Luis Szaran       |